# ۶۹۹ (عدد)
۶۹۹ (ششصد و نود و نه) یک عدد طبیعی است که بعد از ۶۹۸ و قبل از ۷۰۰ قرار دارد.